# Homecoming
Homecoming je koncertní album skotské rockové hudební skupiny Nazareth, nahrané v roce 2001 v Glasgow ve Skotsku. Album vyšlo v roce 2002.

## Seznam skladeb
1. "When the Lights Come Down" - 3:12
2. "Razamanaz" - 4:45
3. "Miss Misery (interpolating "Please don't Judas Me")" - 7:05
4. "Holiday" - 3:34
5. "Dream On" 4:09
6. "Simple Solution" - 4:26
7. "My White Bicycle" - 3:16
8. "Walk by Yourself" - 4:37
9. "Bad Bad Boy" - 3:56
10. "Heart's Grown Cold" - 5:09
11. "Broken Down Angel" - 4:40
12. "Whiskey Drinkin Woman" - 4:41
13. "Hair Of The Dog" - 6:17
14. "This Flight Tonight" - 3:38
15. "Beggars Day" - 3:51
16. "Love Hurts" - 4:37

## Sestava
- Dan McCafferty – zpěv
- Jimmy Murrison – kytara, doprovodný zpěv
- Pete Agnew – baskytara, doprovodný zpěv
- Ronnie Leahy – klávesy
- Lee Agnew – bicí